# ایرا هریس
ایرا هریس (به انگلیسی: Ira Harris) سناتور سابق عضو حزب جمهوری‌خواه ایالات متحده آمریکا بود. وی در سال ۱۸۶۱ تا ۱۸۶۷ میلادی سناتور ایالت نیویورک در سنای ایالات متحده آمریکا بود.